# プチヴリ公国
プチヴリ公国（ウクライナ語: Путивльське князівство）とは、プチヴリ（プティーウリ）を首都としてセヴェルシチナ（シヴェーリア）地方に成立した、ルーシの分領公国である。

## 歴史
プチヴリに関する最初の言及は1146年の記述であり、プチヴリ公がチェルニゴフ公との戦いに敗れたことが記されている。ただし考古学者によって、10世紀の木造りの要塞の存在が証明されている。
プチヴリ公国は、ノヴゴロド・セヴェルスキー公国の分領公国だったとみなされている。1185年、『イーゴリ軍記』の主人公・イーゴリ公（ノヴゴロド・セヴェルスキー公イーゴリ）は、プチヴリよりポロヴェツ族に対する遠征に向かった。作品中の名場面として名高い「ヤロスラヴナの嘆き」（イーゴリ公の妻が、捕虜となったイーゴリ公の身を案じて嘆く場面）はプチヴリを舞台としている。一方、年代記（『イパーチー年代記』）においては、イーゴリはノヴゴロド・セヴェルスキーを発し、プチヴリから息子のウラジーミルを伴った、という主旨の記述がなされている。また、1186年にはポロヴェツ族が反撃に転じ、プチヴリとその近郊は襲撃を受けた。
1223年、プチヴリ公国軍はカルカ河畔の戦いに参加した。モンゴルのルーシ侵攻の最中の1239年の冬には公国領はモンゴル帝国軍によって破壊された。
1362年のシニュハ川の戦いの後、プチヴリ公国はリトアニア大公国の一部に組み込まれ、1500年にモスクワ大公国に併合されて消滅した。
その後の時代においては、プチヴリ公国だった領域は、ロシアの動乱時代（スムータ）にボロトニコフの蜂起 (ru) の中心地となっている。